# 高麗山

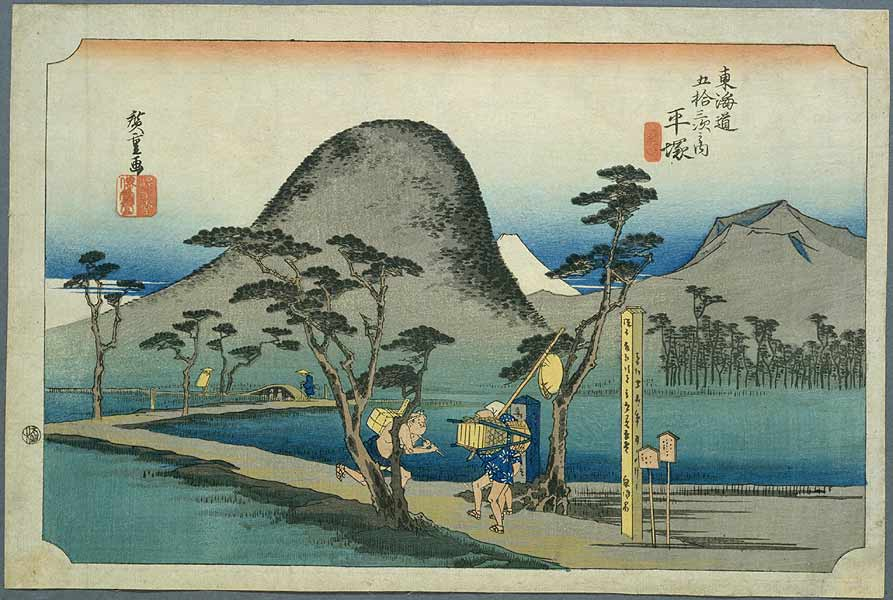
歌川広重『東海道五十三次』より「平塚宿」。高麗山が背後に描かれている

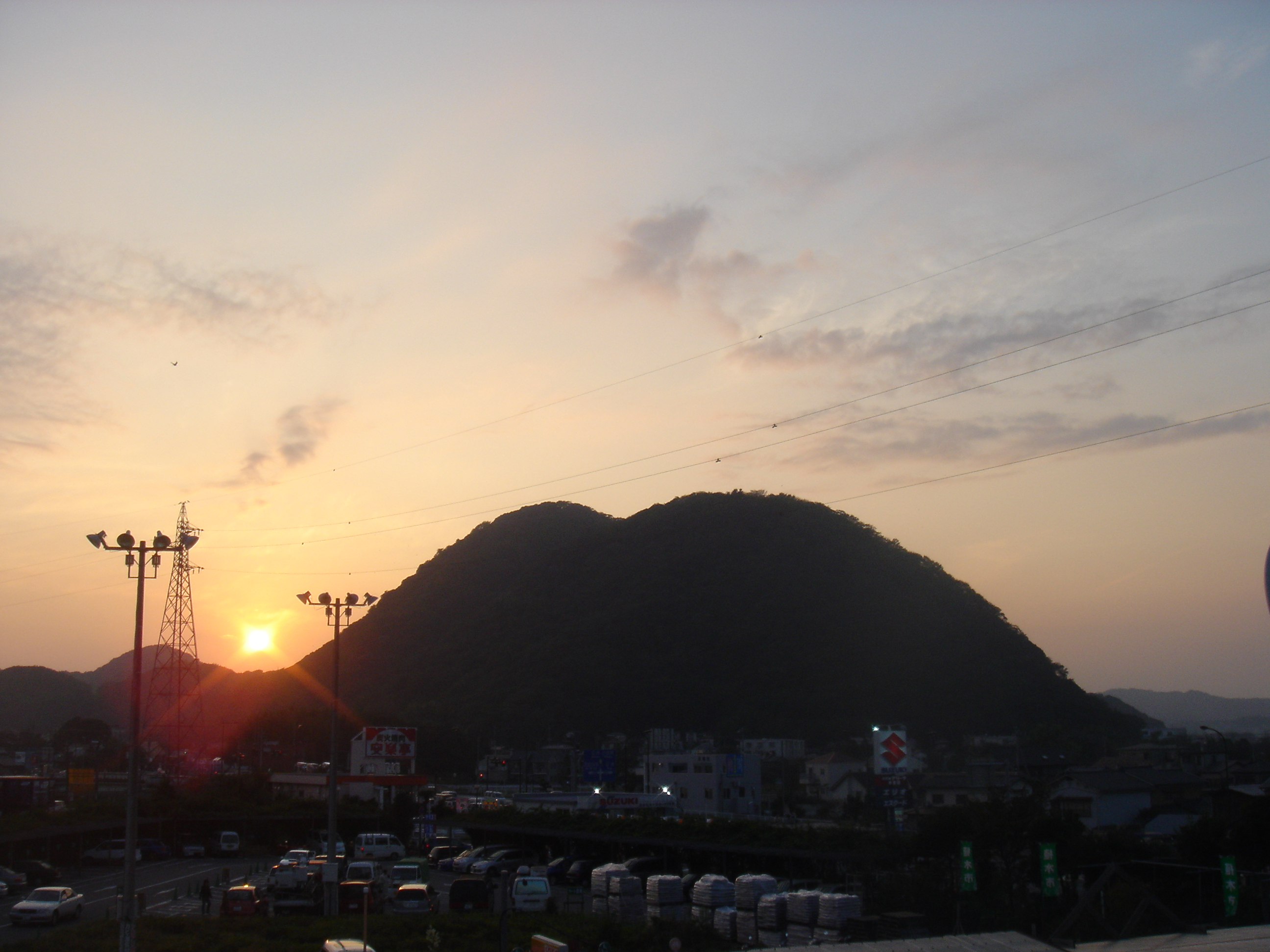
平塚市古花水からの高麗山（2006年10月）

高麗山（こまやま）は神奈川県の平塚市と大磯町に跨る山。大磯丘陵の東端にあたり、標高168m。
広葉樹の自然林が残り、「21世紀に残したい日本の自然100選」に選ばれている。一帯の県有林約29haは、高麗山県民の森に指定されている。歌川広重の『東海道五十三次』では平塚宿にその姿が描かれた。名称は高句麗（中国東北部から朝鮮半島北部にわたる地域）からの渡来人に由来するといわれる。

## 歴史
地元では高麗寺山（こうらいじさん、こうらじやま）とも呼ばれているように江戸時代まで高麗寺という寺が山中にあり、現在の高来神社も高麗神社として寺内にあった。高麗寺は高句麗から渡来した高麗若光を祀った古い寺院と言われるが、室町時代には数度の戦火に見舞われ、廃寺寸前にまで追い込まれる。しかし江戸時代に徳川家が権現信仰のあるこの寺を上野寛永寺の末寺とし東照宮を置いたことから隆盛を取り戻した。
しかし明治時代に入るとこのことが仇となり、徳川色を消し去りたい明治政府によってこの寺は廃寺とされ、廃仏毀釈で山内の堂塔は悉く破壊され高麗神社だけが残った。高麗神社は明治時代に高来神社（たかくじんじゃ）と改名し現在に至っている。高麗寺が健在の時は、山頂の大堂とその西側の西天照（現在の八俵山）東側の東天照で三権現と呼ばれ、大堂、東天照の地名は今も山中に残る。なお、江戸時代には高麗寺領は高麗寺村という独立した村となっていた。

## 地名の由来
高麗寺山から現在の高麗山になった。否定する人もいるが、7世紀に滅亡した高句麗からの亡命者の一部がこの付近に定住し、寺院を建立してこの名をつけたと考えられている。このことは付近の古墳群から出土した装飾品や山の南側にもろこしが原（現在は唐ケ原、とうがはら）という地名が残っていることなどからも推測できる。唐ケ原は菅原孝標女（すがわら たかすえのむすめ）が更級日記に「もろこしが原に大和撫子（やまとなでしこ）しも咲きけむこそなど人々をかしがる」と書いた地とされる。この地に一旦は定住した大陸からの移住者は、その後現在の埼玉県にあった高麗郡に集められ移住していった。旧高麗郡の埼玉県日高市に高麗神社と高麗山聖天院（現在は真言宗）があり、どちらも高麗若光に縁がある。

## 虎女の伝説
虎女（とらじょ）とは富士の裾野の仇討ちで有名な曽我物語の中の虎御前のことである。曽我物語の語り部でもあった晩年の虎女は高麗寺の近くに住んだといわれている。

## ハイキング
一帯は、高麗山県民の森に指定されており、500種ほどの植物の宝庫である。湘南平（泡垂山）から高麗山への道のりは市民から手軽なよいハイキングコースとして親しまれている。バスや車で湘南平まで向かえば、高麗山の山頂までは徒歩で片道30分程度の距離である。また高来神社でバスを降り、神社の裏から高麗山山頂 - 湘南平 - 大磯と辿るコースや逆のコースを取る人もいる。散策路沿いにはテーブル、ベンチなどが設置されている。